# 머리디언 센터
머리디언 센터(영어: Meridian Centre)는 캐나다 온타리오주 세인트캐서린스에 위치한 실내 경기장이다. NBL 캐나다/CEBL 나이아가라 리버 라이온즈의 홈경기장으로 사용되고 있다.